# Lois Irene Marshall
Lois Irene Kimsey Marshall (9 de maio de 1873 – Phoenix, 6 de janeiro de 1958) foi a Segunda-Dama dos Estados Unidos entre 1913 e 1921 durante a vice-presidência de seu marido Thomas R. Marshall. Ela também foi a Primeira-Dama de Indiana entre 1909 e 1913.

## Biografia
Lois Irene Kimsey nasceu em 9 de maio de 1873, filha de William Edward Kimsey e Elizabeth Dale. Em 1895, ela estava trabalhando na firma de advocacia de seu pai quando conheceu Thomas R. Marshall, então um advogado. Apesar dos seus dezoito anos de diferença, os dois se apaixonaram a casaram-se em 2 de outubro. Os Marshall eram muito próximos e quase inseparáveis, tendo passado apenas duas noites longe um do outro durante seu casamento de trinta anos.
Quando Marshall foi eleito vice-presidente, Lois envolveu-se em várias atividades de caridade em Washington e passou muito tempo trabalhando na Diet Kitchen Welfare Center cozinhando refeições para crianças pobres. Em 1917, ela conheceu a mãe de gêmeos recém nascidos, e um deles tinha uma doença crônica. Os pais da criança não conseguiam tratamento adequado para o garoto, e Lois Marshall acabou ficando muito próxima do bebê, chamado de Clarence Ignatius Morrison, oferecendo-se para ajudar os pais a encontrar tratamento. Ela e Marshall não conseguiam ter um filho e, quando Lois trouxe o bebê para casa, Thomas lhe disse que poderia "ficar com ele, desde que ele não gritasse ..."
Os Marshall nunca adotaram oficialmente Morrison por acreditarem que passar pelo processo enquanto os pais da criança ainda estivessem vivos pareceria muito incomum para o público. Querendo manter a situação em segredo, eles fizeram um acordo pessoal com os pais. O Presidente Woodrow Wilson viu-se obrigado a reconhecer a criança como filho do casal, enviando-lhes uma mensagem que simplesmente dizia, "Felicitações pelo bebê. Wilson." Morrison viveu com os Marshall pelo resto de sua vida. Em correspondências eles o chamavam de Morrison Marshall, mas pessoalmente de Izzy. Lois foi com ele em vários médicos e passou todo seu tempo livre cuidando dele, porém a saúde da criança piorou e ela morreu em fevereiro de 1920, pouco antes de seu quarto aniversário.
Após a morte de seu marido em junho de 1925, Lois mudou-se para o Arizona e permaneceu viúva pelo resto de sua vida, vivendo com a pensão de US$ 50.000 de seu marido que ela conseguiu ao vender suas memórias, Recollectios, para a editora Bobbs-Merrill Company. Ela morreu em 6 de janeiro de 1958 e foi enterrada junto com Thomas R. Marshall.